# 宮坂昌之
宮坂 昌之（みやさか まさゆき、1947年〈昭和22年〉9月18日 - ）は、日本の医学者。大阪大学免疫学フロンティア研究センター招へい教授。専門は免疫学、実験病理学。東京医科歯科大学名誉教授である宮坂信之は双子の弟に当たる。

## 経歴
長野県上田市出身。長野県上田高等学校へ進学し、中学時代から始めた剣道ではインターハイ出場を果たした。のちに京都大学へ進学し、1973年（昭和48年）に医学部を卒業した後は、田附興風会北野病院内科へ勤務した。翌年1974年には9月に開院されたばかりの金沢医科大学血液免疫内科にて助手として入局した。1977年(昭和52年) にはオーストラリア国立大学ジョン・カーティン医学研究所へ留学し、1981年（昭和56年）には免疫学博士課程修了し、Ph.D.（免疫学）を取得する。また、同年からスイスにあるバーゼル免疫学研究所の一員として研究を行い、PI（Principal investigator、研究グループの主宰者）などを務めた。
1987年（昭和63年）から東京都臨床医学総合研究所（東京都医学総合研究所へ統合）に免疫研究部門室長と迎えられ、PIを務めるとともに1994年（平成6年）からは部長に昇進する。同年1994年には大阪大学医学部バイオメディカル教育研究センター教授に転じ、1999年（平成11年）に同大学大学院医学系研究科教授も兼ねる。その後、2012年3月の定年退官により名誉教授となるが、同年4月より大阪大学国際共創大学院学位プログラム推進機構における生体統御ネットワーク医学教育プログラムにおいて特任教授を2019年（平成31年）3月まで務めた。

## 著書

### 単著
- 『免疫力を強くする 最新科学が語るワクチンと免疫のしくみ』講談社〈ブルーバックス〉、2019年12月18日。ISBN 978-4065181775。
- 『新型コロナ7つの謎 最新免疫学からわかった病原体の正体』講談社〈ブルーバックス〉、2020年11月19日。ISBN 978-4065218631。
- 『新型コロナの不安に答える』講談社〈ブルーバックス〉、2022年3月31日。ISBN 978-4065277201。
- 『あなたの健康は免疫でできている』集英社インターナショナル〈インターナショナル新書〉、2024年10月7日。ISBN 978-4797681482。

### 共著
- （共著：定岡恵）『免疫と「病」の科学 万病のもと「慢性炎症」とは何か』講談社〈ブルーバックス〉、2018年12月19日。ISBN 978-4065144343。

### 編集
- 『標準免疫学』医学書院、2013年4月1日。ISBN 978-4260009324。
- （共編：田中稔之、竹田潔） 『免疫研究最前線2007』羊土社、2006年12月。ISBN 978-4758102759。
- （共編：竹市雅俊） 『細胞接着分子 その生体機能の全貌』東京化学同人、1996年10月4日。ISBN 978-4807913299。

### 監修
- 『免疫学の巨人イェルネ』医学書院、2008年2月1日。ISBN 978-4260002387。
- 『ロアットカラー基本免疫学』西村書店、2011年9月。ISBN 978-4890134120。（監訳）